# Bølgen
 For alternative betydninger, se Bølgen (film).
Bølgen er et boligbyggeri ved Skyttehusbugten i Vejle, der er inspireret af Jørn Utzons operahus i Sydney og det kuperede landskab omkring Vejle Fjord.
Henning Larsen Architects har tegnet byggeriet, som ved færdiggørelsen vil blive det hidtil dyreste boligprojekt vest for Storebælt med 115 luksuslejligheder fordelt på 14.000 m².
Kun to ud af bølgens fem planlagte "bølge-byggerier" blev grundet den finansielle krise opført i 2009, det resterende byggeri stod færdigt i 2018.
Henning Larsen Architects har foreløbig vundet den prestigefyldte arkitekturpris LEAF Awards i kategorien ’multiple occupancy’ og Civic Trust Award. Fagbladet Byggeri tildelte i 2009 Bølgen "Årets Boligbyggeri" og i den forbindelse udtalte dommerkommitéen, at Bølgen var et markant vartegn for Vejle.